# Gunnar Engström (ingenjör)
Per Gunnar Engström, född 11 april 1923 i Ludvika, död 20 juli 2015, var en svensk direktör. 
Engström, som blev civilingenjör vid KTH 1948, var 1976–1983 vice vd för ASEA och chef för deras huvudavdelning för forskning och produktutveckling i Västerås. Han invaldes 1967 i Ingenjörsvetenskapsakademien och blev 1976 ledamot av Kungliga Vetenskapsakademien. Han invaldes 1992 som utländsk associerad ledamot av amerikanska National Academy of Engineering. Han blev 1983 teknologie hedersdoktor vid Uppsala universitet. Engström är gravsatt i minneslunden på Lyvikskyrkogården i Ludvika.